# Celler de Can Julià
El celler de Can Julià és una obra del municipi de Sant Andreu de la Barca (Baix Llobregat) inclosa en l'Inventari del Patrimoni Arquitectònic de Catalunya.

## Descripció
Es tracta d'un celler emparentat amb els de la Cooperativa Vinícola de la Conca del Barberà quant a època i algun element.
Té un gran portal amb arc de maó de mig punt. Tot l'espai de l'arc fa de respirador. La teulada és a dues vessants i queda ressaltada amb l'acabament treballat amb maó.